# Philipp Gallhuber
Philipp Gallhuber (* 27. Juni 1995 in Göstling an der Ybbs) ist ein ehemaliger österreichischer Fußballspieler und nunmehriger -trainer.

## Karriere
Gallhuber begann seine Karriere beim FC Göstling/Ybbs. 2006 wechselte er zum SC Wieselburg. 2009 kam er in die Akademie des FC Admira Wacker Mödling, in der er bis 2013 spielte. Im September 2014 debütierte er für die Amateure der Admira in der Regionalliga, als er am achten Spieltag der Saison 2014/15 gegen den 1. SC Sollenau in der Startelf stand.
Zur Saison 2015/16 wechselte er zum SC Ritzing. Für Ritzing absolvierte er bis zur Winterpause jener Saison ein Spiel in der Regionalliga. Nach einem halben Jahr im Burgenland wechselte er im Jänner 2016 zum Ligakonkurrenten 1. SC Sollenau. Für Sollenau absolvierte er 13 Spiele.
Nach dem Rückzug des Vereins aus der Regionalliga wechselte er zur Saison 2016/17 zum SC Mannsdorf. Im Oktober 2016 erzielte er bei einem 5:0-Sieg gegen die Amateure des SKN St. Pölten seinen ersten Treffer in der Regionalliga.
Im Sommer 2017 schloss er sich dem Wiener Sport-Club an. Für den WSC absolvierte er elf Regionalligaspiele. Im Jänner 2018 wechselte er zum SKU Amstetten. Mit Amstetten stieg er im selben Jahr in die 2. Liga auf.
Sein Debüt in der zweithöchsten Spielklasse gab er im August 2018, als er am fünften Spieltag der Saison 2018/19 gegen die SV Ried in der Nachspielzeit für Lukas Deinhofer eingewechselt wurde. Für Amstetten absolvierte er in zwei Spielzeiten insgesamt 30 Zweitligaspiele. Nach der Saison 2019/20 beendete er seine Karriere und wurde Jugendtrainer beim FK Austria Wien.

## Persönliches
Seine Schwester Katharina (* 1997) ist Skirennläuferin.